# Balance (lied)
Balance is een lied van de Nederlandse artiest en youtuber Kleine John in samenwerking met de artiesten Jmani en Jhorrmountain. Het werd in 2022 als single uitgebracht. 

## Achtergrond
Balance is geschreven door Joshua Olumu, Jhorano Plet, Kleine John, Jmani en Kickoff Jacks en geproduceerd door Kickoff Jacks. Het is een nummer uit het genre nederhop. Het is een lied waar in twee talen wordt gezongen; in het Nederlands en het Engels. Het is een lied dat gaat over het bezitten van veel geld en dat vrouwen met de liedvertellers willen zijn wegens hun vermogen. 

## Hitnoteringen
De artiesten hadden bescheiden succes met het lied in Nederland. Het piekte op de 32e plaats van de Single Top 100 en stond zeven weken in deze hitlijst. De Top 40 werd niet bereikt; het lied bleef steken op de twintigste plaats van de Tipparade. 